# Pragal
Pragal era una freguesia portuguesa del municipio de Almada, distrito de Setúbal.

## Historia
Parte integrante del casco urbano de la ciudad de Almada, pero limitando ya con la zona rural del municipio, la freguesia de Pragal se creó en 1985, por segregación de la de Almada.
Fue suprimida el 28 de enero  de 2013, en aplicación de una resolución de la Asamblea de la República portuguesa promulgada el 16 de enero de 2013 al unirse con las freguesias de Almada, Cacilhas y Cova da Piedade, formando la nueva freguesia de Almada, Cova da Piedade, Pragal e Cacilhas.

## Patrimonio
En esta freguesia se asienta el extremo meridional del puente 25 de Abril y se levanta el icónico monumento religioso conocido como Cristo-Rei de Almada.